# Kleurperspectief
Kleurperspectief is het verschijnsel dat met kleuren een dieptewerking in een kunstwerk kan worden verkregen.
Een belangrijke toepassing hiervan is het atmosferisch perspectief.